# Margherita di Hohenzollern
Margherita di Hohenzollern (1449 – 1489) fu una principessa del Brandeburgo e duchessa consorte di Pomerania.
Era figlia di Federico I di Brandeburgo e Caterina di Sassonia.

## Biografia
Venne data in moglie a Boghislao X di Pomerania, che sposò a Prenzlau il 20 settembre 1477.
Il matrimonio venne deciso in occasione dei negoziati di pace iniziati nel maggio 1476 tra Brandeburgo e Pomerania.
La mancanza di prole rese molto difficili i dodici anni di matrimonio: Boghislao accusò gli Hohenzollern di avergli dato una moglie sterile per estinguere il suo casato e mettere così le mani sulla Pomerania.
L'unione finì con la morte di Margherita nel 1489. Suo marito si risposò due anni dopo con Anna di Polonia dalla quale ebbe discendenza.

## Discendenza
Bogislaw e Margherita ebbero un solo figlio:
- Barnim X, morto giovane.

## Ascendenza
|                                                  |                                       |                                             | Genitori                                       |  |  | Nonni |  |  | Bisnonni                               |  |  | Trisnonni                                |  |
|                                                  |                                       |                                             |                                                |  |  |       |  |  | 8. Federico V, burgravio di Norimberga |  |  | 16. Giovanni II, burgravio di Norimberga |  |
|                                                  |                                       |                                             |                                                |  |  |       |  |  | 8. Federico V, burgravio di Norimberga |  |  | 16. Giovanni II, burgravio di Norimberga |  |
|                                                  |                                       | 17. Elisabetta di Henneberg-Schleusingen    |                                                |  |  |       |  |  | 8. Federico V, burgravio di Norimberga |  |  |                                          |  |
| 4. Federico I, principe elettore di Brandeburgo  |                                       |                                             |                                                |  |  |       |  |  | 8. Federico V, burgravio di Norimberga |  |  |                                          |  |
|                                                  |                                       | 9. Elisabetta di Meißen                     | 18. Federico II, margravio di Meißen           |  |  |       |  |  |                                        |  |  |                                          |  |
|                                                  |                                       | 9. Elisabetta di Meißen                     | 18. Federico II, margravio di Meißen           |  |  |       |  |  |                                        |  |  |                                          |  |
|                                                  |                                       | 9. Elisabetta di Meißen                     | 19. Matilde di Baviera                         |  |  |       |  |  |                                        |  |  |                                          |  |
| 2. Federico II, principe elettore di Brandeburgo |                                       | 9. Elisabetta di Meißen                     |                                                |  |  |       |  |  |                                        |  |  |                                          |  |
|                                                  |                                       | 10. Federico, duca di Baviera-Landshut      | 20. Stefano II, duca di Baviera-Landshut       |  |  |       |  |  |                                        |  |  |                                          |  |
|                                                  |                                       | 10. Federico, duca di Baviera-Landshut      | 20. Stefano II, duca di Baviera-Landshut       |  |  |       |  |  |                                        |  |  |                                          |  |
|                                                  |                                       | 10. Federico, duca di Baviera-Landshut      | 21. Isabella d'Aragona                         |  |  |       |  |  |                                        |  |  |                                          |  |
| 5. Elisabetta di Baviera-Landshut                |                                       | 10. Federico, duca di Baviera-Landshut      |                                                |  |  |       |  |  |                                        |  |  |                                          |  |
|                                                  |                                       | 11. Maddalena Visconti                      | 22. Bernabò Visconti, signore di Milano        |  |  |       |  |  |                                        |  |  |                                          |  |
|                                                  |                                       | 11. Maddalena Visconti                      | 22. Bernabò Visconti, signore di Milano        |  |  |       |  |  |                                        |  |  |                                          |  |
|                                                  |                                       | 11. Maddalena Visconti                      | 23. Regina della Scala                         |  |  |       |  |  |                                        |  |  |                                          |  |
| 1. Margherita di Brandeburgo                     |                                       | 11. Maddalena Visconti                      |                                                |  |  |       |  |  |                                        |  |  |                                          |  |
|                                                  | 12. Federico III, margravio di Meißen | 24. Federico II, margravio di Meißen (= 18) |                                                |  |  |       |  |  |                                        |  |  |                                          |  |
|                                                  | 12. Federico III, margravio di Meißen | 24. Federico II, margravio di Meißen (= 18) |                                                |  |  |       |  |  |                                        |  |  |                                          |  |
|                                                  | 12. Federico III, margravio di Meißen | 25. Matilde di Baviera (= 19)               |                                                |  |  |       |  |  |                                        |  |  |                                          |  |
| 6. Federico I, principe elettore di Sassonia     | 12. Federico III, margravio di Meißen |                                             |                                                |  |  |       |  |  |                                        |  |  |                                          |  |
|                                                  |                                       | 13. Caterina di Henneberg-Schleusingen      | 26. Enrico IV, conte di Henneberg-Schleusingen |  |  |       |  |  |                                        |  |  |                                          |  |
|                                                  |                                       | 13. Caterina di Henneberg-Schleusingen      | 26. Enrico IV, conte di Henneberg-Schleusingen |  |  |       |  |  |                                        |  |  |                                          |  |
|                                                  |                                       | 13. Caterina di Henneberg-Schleusingen      | 27. Giuditta di Brandeburgo-Salzwedel          |  |  |       |  |  |                                        |  |  |                                          |  |
| 3. Caterina di Sassonia                          |                                       | 13. Caterina di Henneberg-Schleusingen      |                                                |  |  |       |  |  |                                        |  |  |                                          |  |
|                                                  |                                       | 14. Enrico, duca di Brunswick-Lüneburg      | 28. Magnus II, duca di Brunswick-Wolfenbüttel  |  |  |       |  |  |                                        |  |  |                                          |  |
|                                                  |                                       | 14. Enrico, duca di Brunswick-Lüneburg      | 28. Magnus II, duca di Brunswick-Wolfenbüttel  |  |  |       |  |  |                                        |  |  |                                          |  |
|                                                  |                                       | 14. Enrico, duca di Brunswick-Lüneburg      | 29. Caterina di Anhalt-Bernburg                |  |  |       |  |  |                                        |  |  |                                          |  |
| 7. Caterina di Brunswick-Lüneburg                |                                       | 14. Enrico, duca di Brunswick-Lüneburg      |                                                |  |  |       |  |  |                                        |  |  |                                          |  |
|                                                  |                                       | 15. Sofia di Pomerania-Wolgast              | 30. Vartislao VI, duca di Pomerania-Wolgast    |  |  |       |  |  |                                        |  |  |                                          |  |
|                                                  |                                       | 15. Sofia di Pomerania-Wolgast              | 30. Vartislao VI, duca di Pomerania-Wolgast    |  |  |       |  |  |                                        |  |  |                                          |  |
|                                                  |                                       | 15. Sofia di Pomerania-Wolgast              | 31. Anna di Meclemburgo-Stargard               |  |  |       |  |  |                                        |  |  |                                          |  |
|                                                  |                                       | 15. Sofia di Pomerania-Wolgast              |                                                |  |  |       |  |  |                                        |  |  |                                          |  |